# باد وحشی را درو کن
باد وحشی را درو کن (انگلیسی: Reap the Wild Wind) فیلمی در ژانر ماجراجویی به کارگردانی سیسیل بی. دومیل است که در سال ۱۹۴۲ منتشر شد.

## داستان فیلم
کی وست، فلوریدا؛ اواسط قرن نوزدهم. دزدی دریایی رواج دارد. «کینگ کاتلر» (ریموند مسی)، «ناخدا جک استوارت» (جان وین) را مأمور بازیابی اشیای باارزش کشتی‌های تجاری‌ای می‌کند که دزدان دریایی غرق‌شان کرده‌اند. طی مأموریتی، «لاکسی کلیبورن» (پائولت گدارد)، مدیره تندخوی یک شرکت کشف اموال رقیب، او را نجات می‌دهد. «لاکسی» ترتیبی می‌دهد که «استوارت» به استخدام رئیس خودش، «استیون تالیور» (ری میلند) درآید و به این ترتیب یک رقابت عشقی درمی‌گیرد. در این‌جا دختر عموی «لاکسی»، «دروسیلا آلستن» (سوزان هیوارد) پس از حمله دزدان دریائی به کشتی‌اش، در دریا گم می‌شود. «استوارت» را متهم به دست داشتن در این حمله می‌کنند، در حالی که مجرم واقعی «کاتلر» است که پشت پرده عملیات دزدان دریائی کار می‌کند. «استوارت»، همراهش را از چنگ یک اختاپوس نجات می‌دهد، اما خودش کشته می‌شود و «تالیور» و «لاکسی» به هم می‌رسند

## بازیگران
- ری میلند
- جان وین
- پائولت گدارد
- رابرت پرستون
- سوزان هیوارد
- چارلز بیکفورد
- ریموند مسی
- الیزابت ریسدون
- هدا هاپر
- ویکتور وارکونی
- ریموند هاتون
- جولیا فی
- گرترود آستور
- مونته بلو
- ماوریس کاستلو
- میلدرد هریس
- المو لینکلن
- کلیر مکداول
- جورج ملفورد
- دورتی سباستین
- آکیم تامیروف
- سیسیل بی. دومیل
- اسکار پولک
- ویکتور کیلیان
- جی. فارل مک‌دانلد
- جیمز فلاوین
- لین چندلر
- لوئیز بیورز
- نستور پایوا
- جیمز اندرسن
- بایرون فولگر
- فرانک هاگنی
- فرانک ام. توماس
- فرد گراهام
- ویل استنتون